# Silke Van Hoof
Silke Van Hoof (31 mei 1990) is een Belgische voormalige zwemster. Haar specialiteit was rugslag. Van Hoof was Belgisch recordhoudster op de 50 m en de 100 m rugslag in groot bad. 
Als 18-jarige verbaasde Van Hoof de zwemwereld door het 28 jaar oude Belgisch record op de 100 meter rugslag van Carine Verbauwen te verbeteren. Van Hoof stopte twee jaar later met competitiezwemmen: 'Ik kon de nodige motivatie om te trainen zoals het moet niet meer opbrengen en had de indruk al een tijdje te blijven hangen. Dan had het voor mij niet veel zin meer'.

## Belangrijkste prestaties
| Jaar | Olympische Spelen | WK langebaan  | WK kortebaan  | EK langebaan                                          | EK kortebaan                                      |
| ---- | ----------------- | ------------- | ------------- | ----------------------------------------------------- | ------------------------------------------------- |
| 2007 |                   | geen deelname |               |                                                       | 30e 50m rugslag 26e 100m rugslag 26e 200m rugslag |
| 2008 | geen deelname     |               | geen deelname | 10e 50m rugslag 13e 100m rugslag 8e 4x100m wisselslag | geen deelname                                     |

## Persoonlijke records
(Per 28 augustus 2011)

### Langebaan
| afstand      | tijd            | datum           | plaats    |
| ------------ | --------------- | --------------- | --------- |
| 50m rugslag  | 29.39 (ex-NR)   | 1 mei 2009      | Antwerpen |
| 100m rugslag | 1:02.86 (ex-NR) | 11 januari 2008 | Antwerpen |

### Kortebaan
| afstand      | tijd    | datum             | plaats     |
| ------------ | ------- | ----------------- | ---------- |
| 50m rugslag  | 29,29   | 21 september 2009 | Nijlen     |
| 100m rugslag | 1:01.63 | 14 november 2009  | Wachtebeke |